# 比留間一成
比留間 一成（ひるま かずなり、1924年(大正13年)3月5日 -2018年3月4日）は、日本の詩人、教育研究者。

## 略歴
東京生まれ。東京物理専門学校（現・東京理科大学）卒。日本現代詩人会会員。1955年『青衣』同人。東京都中野区立第五中学校長、東京都教育研究所幼児教育研究部長などを務め、児童教育に関する著作もあり、大学講師などを務めた。2009-2011年日本詩人クラブ会長。2013年日本現代詩人会より先達詩人とされる。

## 著書
- 『中学生の心の病気』明治図書出版 母と教師を結ぶ文庫、1965
- 『花のように』東洋館出版社、1965
- 『親の知らない中学生』明治図書出版、1972
- 『学校における非行対策』明治図書出版、1974
- 『比留間一成詩集　昭和詩大系』宝文館出版、1976
- 『非行問題の軌跡 明治・大正・昭和の事例史』教育出版、1983
- 『乳・幼児をもつお母さんへ 2　だめな子にしないために 家庭・園でのしつけ』明治図書出版、1984
- 『閉ざされた野の唄 比留間一成詩集』土曜美術社、1992
- 『比留間一成詩集』土曜美術社出版販売 日本現代詩文庫、1994
- 『博物界だより 詩集』土曜美術社出版販売、2000

### 共編著
- 『学級における個性の発見と指導 積極的な能力開発のために』辰見敏夫、尾崎勝共編 文教書院、1967
- 『親の知らない子どもの被害 現代っ子の家庭教育はこうして』近藤修博共編著 青い鳥社、1970
- 『少女期の性 その意識と行動』上田桂輔、須藤昭二共編 文教書院、1974
- 『雨の日のお話』編著 文教書院 心の交流シリーズ、1977
- 『家庭連絡と父母会の資料 幼稚園・保育園』編 文教書院、1978
- 『入学前にこれだけは 園と家庭でできること』編著 教育出版、1979
- 『女子の問題行動の指導と対策』中山憲治共著 田研出版、1989
- 『統合保育の指導事例』編 田研出版、1995
- 『譚詩 詞華集』阿部堅磐　勝野郁子他共著 銅林社、1997
- 『生徒指導のあり方』坂本昇一共編著 開隆堂出版、2002 子どもをとりまく問題と教育
- 『夢ゆらら花あそび pt.2』中村明美著 比留間詩 草土出版、2005

### 翻訳
- 『中国の詩集 カラー版 李賀詩集』角川書店、1972

## 参考
- 『文藝年鑑』2010年
- 『非行問題の軌跡』著者紹介
- 日本現代詩人会